# Зінеден
Зінеде́н (каз. Зинеден) — село у складі Ісатайського району Атирауської області Казахстану. Адміністративний центр Зінеденського сільського округу.
У радянські часи село називалось Забуруньє.
Населення — 1242 особи (2021; 1104 у 2009, 897 у 1999, 525 у 1989).